# Milichiella argenteocincta
Milichiella argenteocincta är en tvåvingeart som beskrevs av Johnson 1919. Milichiella argenteocincta ingår i släktet Milichiella och familjen sprickflugor.
Artens utbredningsområde är Jamaica.